# Journal of Controversial Ideas
Journal of Controversial Ideas is een interdisciplinair, peer-reviewed en open access wetenschappelijk tijdschrift, specifiek bedoeld om vrij onderzoek over controversiële onderwerpen te bevorderen. Daartoe wordt academici de mogelijkheid geboden te publiceren onder een pseudoniem, als zij daarom vragen. Het blad is in 2018 opgericht door Francesca Minerva, hoogleraar bio-ethiek aan de Universiteit Gent, moraalfilosoof Jeff McMahan, en filosoof Peter Singer. 
Minerva kwam op het idee nadat ze doodsbedreigingen ontving en academische opdrachten misliep vanwege een artikel dat ze had geschreven over de ethiek van kindereuthanasie. Volgens McMahan is het tijdschrift nodig vanwege de angst onder academici over het publiceren van artikelen die heftige reacties oproepen: die komen zowel van links als van rechts. De bedreigingen van buiten de universiteit komen meer van rechts, interne obstructie komt meer van links.
Het tijdschrift begon op 20 april 2020 inzendingen te accepteren. Het eerste nummer werd gepubliceerd op 23 april 2021. Die editie besprak onder meer creationisme, genderidentiteit, vrouwelijkheid, zwarte piet, altruïsme , directe actie, lichamelijke straf, en de verdediging van domme ideeën op universiteitscampussen. In de editie 2022 ging het over onder meer queer in gevangenissen, de pedofiel als mens, kindervaccinaties, taalfilosofie, de ranking van Saoedische universiteiten, ongelukkige denazificatie van het Zweeds onderwijs, en woke. In elke editie is ook een ruimte voorzien voor discussie en repliek. 
De redactieraad bestaat uit een zestigtal professoren, schrijvers en journalisten.